# International Indian Film Academy Award de la meilleure actrice

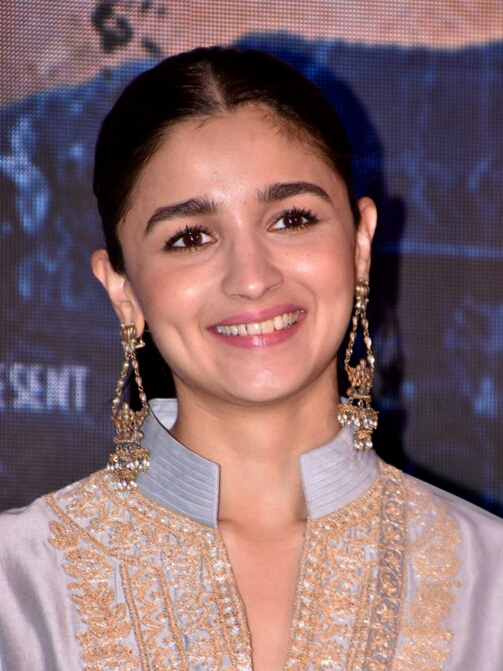
Alia Bhatt, lauréate du prix, en 2019.

L’International Indian Film Academy Award de la meilleure actrice est un prix décerné par l'International Indian Film Academy Awards à la meilleure actrice indienne de l'année précédente.
L'actrice ayant reçu le plus souvent cette récompense est Rani Mukherjee, primée trois fois.

## Palmarès
| Année | Actrice                      | Rôle                       | Film                   |
| ----- | ---------------------------- | -------------------------- | ---------------------- |
| 2000  | Aishwarya Rai                | Nandini                    | Hum Dil De Chuke Sanam |
| 2001  | Karisma Kapoor               | Fiza                       | Fiza                   |
| 2002  | Tabu                         | Mumtaz                     | Chandni Bar            |
| 2003  | Aishwarya Rai                | Paro (Parvati) Chakrabôrty | Devdas                 |
| 2004  | Preity Zinta                 | Naina Catherine Kapur      | Kal Ho Naa Ho          |
| 2005  | Rani Mukherjee               | Rhea Prakash Sharma        | Hum Tum                |
| 2006  | Rani Mukherjee               | Michelle McNally           | Black                  |
| 2007  | Rani Mukherjee               | Maya Talwar                | Kabhi Alvida Naa Kehna |
| 2008  | Kareena Kapoor               | Geet Dhillon               | Jab We Met             |
| 2009  | Priyanka Chopra              | Meghna Mathur              | Fashion                |
| 2010  | Kareena Kapoor / Vidya Balan | Pia Sahastrebuddhe / Vidya | 3 Idiots / Paa         |
| 2011  | Anushka Sharma               | Shruti Kakkar              | Band Baaja Baaraat     |
| 2012  | Vidya Balan                  | Silk                       | The Dirty Picture      |
| 2013  | Deepika Padukone             | Meena Lochni               | Chennai Express        |

## Récompenses multiples
3 : Rani Mukherjee
2 : Aishwarya Rai, Kareena Kapoor et Vidya Balan